# 123Movies
123Movies , GoMovies , GoStream , MeMovies یا 123movieshub شبکه‌ای از وب‌سایت‌های پخش فایل بود که از ویتنام کار می‌کردند و به کاربران اجازه می‌دادند فیلم‌ها را به صورت رایگان تماشا کنند. این انجمن، چند هفته قبل از اینکه به دلیل تحقیقات جنایی توسط مقامات ویتنامی تعطیل شود، در مارس ۲۰۱۸ توسط انجمن سینمایی آمریکا (MPAA) «محبوب‌ترین سایت غیرقانونی» جهان لقب گرفت. تا تاریخ ژوئیه ۲۰۲۰، شبکه هنوز از طریق سایت‌های همانندسازی شده فعال بود.